# Moundsville
Moundsville település az Amerikai Egyesült Államok Nyugat-Virginia államában, Marshall megyében, melynek megyeszékhelye is. Lakosainak száma 8093 fő (2020. április 1.).

## Népesség
A település népességének változása:

| 2010 | 9 318 |
| 2020 | 8 093 |